# Boudry
Boudry é um município da Suíça, no cantão de Neuchâtel. A primeira menção a esta localidade data de 1278, como Baudri.